# ZBTB20
ZBTB20‏ (Zinc finger and BTB domain containing 20) هوَ بروتين يُشَفر بواسطة جين ZBTB20 في الإنسان.